# Fort Lewis
Fort Lewis – baza armii amerykańskiej w stanie Waszyngton, nieopodal miasta Seattle. 
Stacjonuje tam 2 Dywizja Piechoty.